# Wereldkampioenschap waterski racing 2009
Het wereldkampioenschap waterski racing 2009 was een door de International Waterski & Wakeboard Federation (IWWF) georganiseerd kampioenschap in het waterskiën. De vier manches van de 16e editie van het wereldkampioenschap werden georganiseerd van 19 tot 26 juli 2009 in de Gentse haven, het Albertkanaal te Genk, de Schelde te Antwerpen en het Albertkanaal te Viersel.

## Resultaten

### Formule 1
| Heren  | Heren           | Heren   | Heren |
| Plaats | Racer           | Punten  |       |
| ------ | --------------- | ------- | ----- |
| Goud   | Wayne Mawer     | 3000    |       |
| Zilver | Todd Haig       | 2999,22 |       |
| Brons  | Chris Stout     | 2810,01 |       |
| 4      | Darren Kirkland | 2809,34 |       |
| 5      | Dimitri Bertels | 2760,39 |       |
| 6      | Kenny Weckx     | 2604,17 |       |
| 7      | Sam Frey        | 2580,60 |       |
| 8      | Andy Anderson   | 2543,98 |       |
| 9      | Jordy Wisman    | 2534,44 |       |
| 10     | Cye Hayes       | 2148,83 |       |

| Dames  | Dames                 | Dames   | Dames |
| Plaats | Atleet                | Tijd    |       |
| ------ | --------------------- | ------- | ----- |
| Goud   | Kim Lumley            | 3000,00 |       |
| Zilver | Katelin Wendt         | 2849,06 |       |
| Brons  | Lauryn Eagle          | 2847,77 |       |
| 4      | Cara Jochinke         | 2810,77 |       |
| 5      | Mallory Nordblad      | 2760,93 |       |
| 6      | Sylvia De Spiegeleire | 2618,06 |       |
| 7      | Lori Dunsmore         | 2580,34 |       |
| 8      | Bethany Pledger       | 2451,30 |       |
| 9      | Sabine Ortlieb        | 2232,92 |       |
| 10     | Liza Cramer           | 2143,27 |       |

### Formule 2
| Heren  | Heren               | Heren   | Heren |
| Plaats | Racer               | Punten  |       |
| ------ | ------------------- | ------- | ----- |
| Goud   | Steven Van Gaeveren | 2998,58 |       |
| Zilver | Cameron King        | 2997,66 |       |
| Brons  | Daniel Cotton       | 2873,24 |       |
| 4      | Marc Avella         | 2871,95 |       |
| 5      | Tim Lisens          | 2868,73 |       |
| 6      | Tommy Klarenbeek    | 2745,71 |       |
| 7      | Greg Anderson       | 2735,99 |       |
| 8      | Richard Kirk        | 2703,75 |       |
| 9      | Luke Keys           | 2661,29 |       |
| 10     | Jack Lynch          | 2603,32 |       |

| Dames  | Dames                 | Dames   | Dames |
| Plaats | Atleet                | Tijd    |       |
| ------ | --------------------- | ------- | ----- |
| Goud   | Kathrin Ortlieb       | 3000,00 |       |
| Zilver | Christel Magdeleyns   | 2793,57 |       |
| Brons  | Katharina Hebenstreit | 2635,10 |       |
| 4      | Dawn Wallace          | 2620,71 |       |
| 5      | Paula Newland         | 2611,93 |       |
| 6      | Kylee Jones           | 2485,10 |       |
| 7      | Nathalie Scott        | 2464,20 |       |
| 8      | Lucy Gale             | 2256,21 |       |
| 9      | Amy Trelfall          | 2190,91 |       |
| 10     | Bianca Schauerhofer   | 2073,97 |       |

1979 ·
1981 ·
1983 ·
1985 ·
1987 ·
1989 ·
1991 ·
1993 ·
1995 ·
1997 ·
1999 ·
2001 ·
2003 ·
2005 ·
2007 ·
2009 ·
2011 ·
2013 ·
2015 ·
2017 ·
2019